# Jesper Rosenqvist
Jesper Rosenqvist (født 20. oktober 1957 i Odense) er en dansk trommeslager, der spillede i Kim Larsen & Kjukken.
I begyndelsen af karrieren spillede Rosenqvist i fusionsorkestret Visitors og i Blues Brothers Souvenir Show. Han medvirkede desuden ved flere teaterforestillinger og musicals på Odense Teater, ligesom han i en kortere periode også var med i Holger Laumanns orkester. Fra 1995 spillede han med Kim Larsen & Kjukken, hvor han også fungerede som tillidsmand.
Jesper Rosenqvist har igennem mange år haft en passion for god vin og har skrevet artikler om vin til blade og magasiner. I september 2013 blev han bestyrer af Vinoble-kædens butik i Vejle og tog over efter Henrik Valder december samme år. 
I 2014 blev det kendt, at Rosenqvist måtte stoppe musikkarrieren på grund af helbredsproblemer. På turneen i 2015 erstattede Kjukken ham med Jens Langhorn, der tidligere havde spillet i Fielfraz.